# 駐奧克蘭臺北經濟文化辦事處
駐奧克蘭臺北經濟文化辦事處（英語：Taipei Economic and Cultural Office in Auckland），亦稱駐奧克蘭辦事處，是中華民國政府派駐新西兰第1大城奧克蘭的代表機構。
辦事處負責推動臺灣與奧克蘭的雙邊關係，以及辦理中華民國護照、赴臺簽證、工作假期签证、文件證明等领事相關業務，並提供僑民服務與旅外國人急難救助，功能等同邦交國的總領事館。領事轄區為紐西蘭陶波市以北地區，並兼轄法屬玻里尼西亞。

## 歷史
1973年5月，中華民國在紐西蘭第1大城屋崙設立駐紐西蘭亞東貿易中心（East Asia Trade Center Wellington, New Zealand）。
1981年7月，亞東貿易中心遷至首都惠灵顿。1982年12月，增設駐紐西蘭亞東貿易中心屋崙分處（East Asia Trade Centre Auckland Office Auckland, New Zealand）。
1991年11月，亞東貿易中心更名為具大使館功能的駐紐西蘭臺北經濟文化辦事處，並享有部分特權與禮遇；屋崙分處亦更名為具總領事館功能的駐屋崙臺北經濟文化辦事處，1992年4月13日，再更名為駐奧克蘭台北經濟文化辦事處。
駐奧克蘭辦事處原先租用的辦公大樓位於市中心精華地帶，該棟大樓於2017年1月更名為「华为中心」（Huawei Center）。經安全評估，且考量原有辦公空間不敷使用，中華民國外交部責成於租約屆期前（2019年7月31日）另尋找適宜的辦公空間，後於7月29日完成搬遷。

## 外部連結
- 駐奧克蘭臺北經濟文化辦事處的Facebook、僑務組